# NGC 2528
NGC 2528 ist eine Balken-Spiralgalaxie vom Hubble-Typ Sb im Sternbild Luchs. Sie ist schätzungsweise 175 Millionen Lichtjahre von der Milchstraße entfernt.
Das Objekt wurde am 22. Januar 1877 von Edouard Stephan entdeckt.